# Aldeanueva de Ebro
Pour les articles homonymes, voir Aldeanueva et Ebro (homonymie).
Aldeanueva de Ebro est une commune d’Espagne, dans la communauté autonome de la Rioja.

## Démographie
| 1900  | 1910  | 1920  | 1930  | 1940  | 1950  | 1960  | 1970  | 1981  |
| ----- | ----- | ----- | ----- | ----- | ----- | ----- | ----- | ----- |
| 2 705 | 2 726 | 2 840 | 2 804 | 2 819 | 2 861 | 2 771 | 2 770 | 2 733 |

| 1991  | 2001  | 2011  | - | - | - | - | - | - |
| ----- | ----- | ----- | - | - | - | - | - | - |
| 2 551 | 2 424 | 2 786 | - | - | - | - | - | - |

## Administration

### Conseil municipal
La ville de Aldeanueva de Ebro comptait 2 761 habitants aux élections municipales du 26 mai 2019. Son conseil municipal (en espagnol : Pleno del Ayuntamiento) se compose donc de 11 élus.
| Parti | Parti                                    | Voix | %     | Élus    |
| ----- | ---------------------------------------- | ---- | ----- | ------- |
|       | Parti socialiste ouvrier espagnol (PSOE) | 915  | 100 % | 11 / 11 |

### Liste des maires
| Mandat    | Maire | Maire                 | Parti |
| --------- | ----- | --------------------- | ----- |
| 1995-1999 |       | Ángel Fernández Calvo | PSOE  |
| 1999-2003 |       | Ángel Fernández Calvo | PSOE  |
| 2003-2007 |       | Ángel Fernández Calvo | PSOE  |
| 2007-2011 |       | Ángel Fernández Calvo | PSOE  |
| 2011-2015 |       | Ángel Fernández Calvo | PSOE  |
| 2015-2019 |       | Ángel Fernández Calvo | PSOE  |
| 2019-2023 |       | Ángel Fernández Calvo | PSOE  |